# Hugenotter

Massakern på hugenotter under Bartolomeinatten 1572. Målning av François Dubois från cirka 1576.

Hugenotter (franska: huguenot) var de franska kalvinister som levde på 1500- och 1600-talen, det vill säga under och efter de franska religionskrigen. Hugenotterna förföljdes av den franska staten/kronan och katolska kyrkan. Efter upphävandet 1685 av ediktet i Nantes, som gett dem viss religionsfrihet, lämnade mer än 300 000 hugenotter landet. Ett hundratal kom under 1600-talet till Sverige. Hugenotterna i Frankrike fick full religionsfrihet först i och med franska revolutionen 1789.

## Etymologi
Ordet hugenotts ursprung är oklart men det anses vara en förvrängning av tyskans Eidgenossen, "edsförbundare", som anhängare till det schweiziska edsförbundet kallade sig. Det kan också vara knutet till namnet Besançon Hugues, en schweizisk frihetskämpe som levde i början av 1500-talet.
Andra menar att ordet hugenott antingen är diminutiv av Hugon eller kommer av Le roi Huguets. Hugon är en plats i Tours där hugenotterna i staden brukade träffas och som enligt folktron hemsöktes av kung Hugo Capets vålnad.[källa behövs]

## Historia
Under reformationstiden på 1500-talet bildades flera reformerta församlingar i Frankrike, särskilt i södra och västra delarna av landet. Det första nationella kalvinistiska kyrkomötet, synoden, hölls av hugenotter i Paris 1559. Kalvinismen spred sig snabbt bland annat tack vare den organisatoriska skicklighet som man lärt sig av Calvins kyrka i Genève. Ett exempel på detta är när hugenotterna år 1567 sände efter 120 pastorer från Schweiz som sedan skickades ut över landet för att predika och starta nya församlingar.
Som mest fanns det omkring 2 miljoner hugenotter i Frankrike, vilket ska jämföras med runt 16 miljoner katoliker.[källa behövs] Kalvinismen attraherade framförallt hantverkare, butiksägare och affärsmän men även delar av adeln, bland andra bourbonerna med Henrik av Navarra.
Hugenotterna utmanade den katolska hegemonin och utsattes för svåra förföljelser som kulminerade i blodbadet under Bartolomeinatten 1572 då tusentals hugenotter mördades. Mellan 1562 och 1598 utkämpades mellan hugenotter och katoliker de åtta så kallade hugenottkrigen (även kallade religionskrigen), vilkas förlopp bestämdes av maktkampen mellan adelsfamiljerna och det instabila förhållandet mellan den franska kronan och den katolska kyrkan. Ediktet i Nantes 1598 gav hugenotterna vissa fristäder och viss religionsfrihet.
Under Ludvig XIV kom en ny våg av förföljelser mot hugenotterna. Den 22 oktober 1685 inregistrerade parlamentet i Paris ett kungligt påbud genom vilket ediktet i Nantes upphävdes. I det nya ediktet i Fontainebleau fastställdes en rad bestämmelser som var riktade mot de reformerta. De förbjöds nu helt och hållet att fira gudstjänst, deras kyrkor skulle utan undantag förstöras och de förvägrades att hålla religiösa sammankomster i enskilda hus. Alla deras predikanter landsförvisades vid äventyr av stränga straff, de övriga förbjöds istället att utvandra. Redan innan hade gränserna noga spärrats av militär. Straffen blev allt hårdare. Till sist hotades utvandrare med dödsstraff, och de som ledsagade eller understödde dem med galärerna. Trots det lyckades hundratusentals fly. Ibland uppstod formliga sammandrabbningar mellan de hugenottskarorna och de kungliga trupperna.
Under åren av förföljelser, framförallt efter 1685, flydde hundratusentals hugenotter till Nordamerika, Sydafrika, Nederländerna, Schweiz, Tyskland, England och Danmark samt några till Sverige. I England måste till och med den katolske kungen Jakob II tillåta att stora summor pengar samlades in åt flyktingarna. Särskilt franska sjömän begav sig dit i stort antal. I det lilla Brandenburg räknade man snart 16 000 flyktingar, åtskilliga tusental i Hohenzollrarnas frankiska hertigdömen Ansbach och Bayreuth. Invandrarna bildade överallt nya församlingar, där predikningar hölls på franska, där det franska språket var det officiella och där rättsskipning handhades enligt fransk lag.
Först efter franska revolutionen 1789 fick hugenotterna full religionsfrihet i Frankrike.

## I Sverige

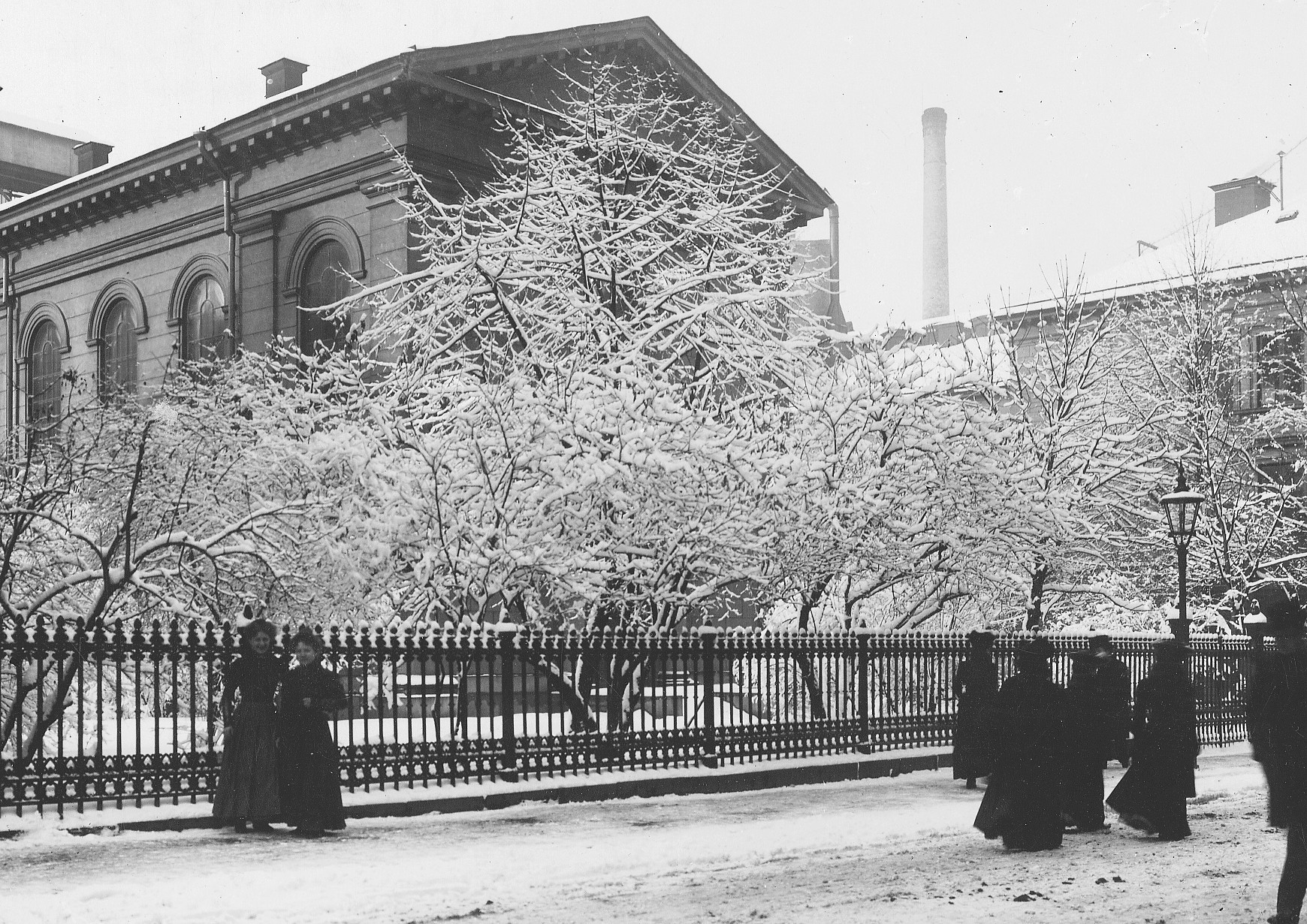
Franska Reformerta Kyrkan vid Humlegårdsgatan, Stockholm ca 1900.

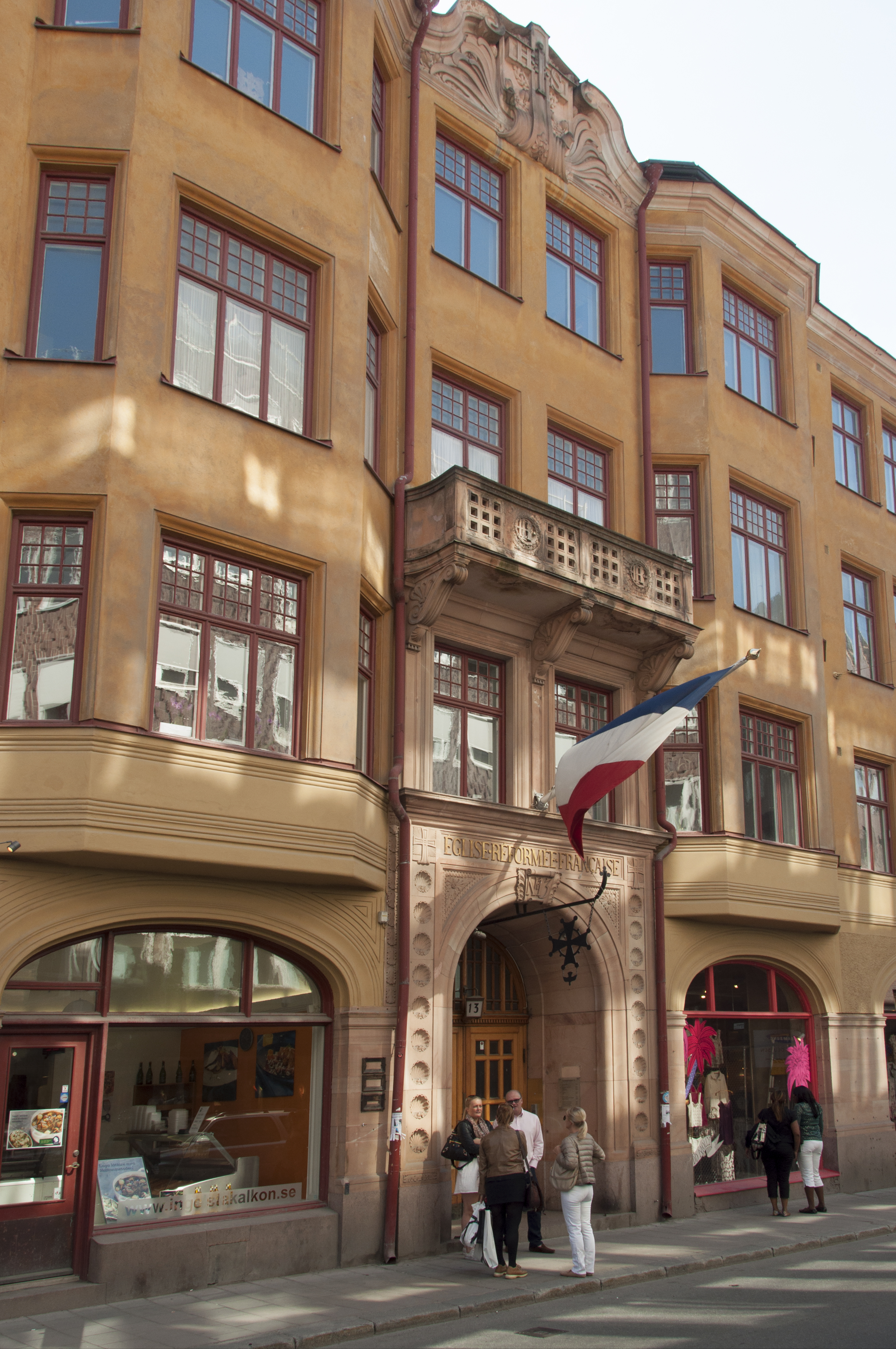
Franska reformerta kyrkan vid Humlegårdsgatan 13–15 i Stockholm

Av de cirka tvåtusen hugenotter som utvandrade till Skandinavien kom de flesta till Danmark vars reformerta drottning Charlotta Amalia av Hessen-Kassel lyckades genomdriva lättnader för sina trosfränder 1685. Ett hundratal hugenotter kom till Sverige, bland andra familjerna Langlet, Laurent, Richert, Bedoire, De la Chapelle, De Laval, Toutin, Roquette/Hägerstierna, Adlercrona/De Flon och Villaume/Vuillaume. Majoriteten var hantverkare och affärsmän. Några kom hit på initiativ av svenska adeln och kronan som efterfrågade deras yrkeskunskaper. Det gäller till exempel arkitekten Simon de la Vallée och läkaren Grégoire François Du Rietz.
Någon religionsfrihet för de reformerta (eller för katoliker) fanns inte i Sverige, allt skulle inordnas i den lutherska läran. Privat, inom familjen, fick de dock utöva sin religion om de ej i tal eller skrift spred sin lära.
På 1660-talet slog sig hugenotterna i Stockholm samman och bildade något som kan liknas vid en församling. Trots att det var förbjudet hade de sammankomster i privata hem. Vid ett flertal tillfällen blev de ställda inför rätta och bötfällda för gudstjänstbruk.
De franska hugenotterna hade nära kontakt med andra invandrade reformerta från Vallonien, Nederländerna, Tyskland och Brittiska öarna, som till exempel familjerna de Besche, De Geer, Grill, Jennings, Finlay och Montgomery. Flera av de reformerta familjerna från dessa länder och från Frankrike blev under 1700-talet förmögna köpmannafamiljer inom den så kallade Skeppsbroadeln.
Först 1741 kom en kunglig förordning som gav dem religionsfrihet. Hugenottättlingarna började genast förberedelserna till en egen kyrkobyggnad och den 1 januari 1752 invigdes den Franska reformerta kyrkan i kvarteret Pyreneus vid Stora Nygatan 5 i Stockholm. Husets arkitekt var ingen mindre än den för tiden välrenommerade Carl Hårleman.
I dag ligger den franska reformerta kyrkan (franska l'Eglise Réformée française) i Stockholm på Humlegårdsgatan 13. En första kyrkobyggnad uppfördes här 1878–81 efter ritningar av arkitekterna Magnus Isaeus och Carl Sandahl, samtidigt flyttade man från Stora Nygatan. 1904–06 kompletterades huset med nuvarande byggnad ritad av arkitekt Rudolf Arborelius.